# Krupa (obwód brzeski)
Krupa (biał. Крупа; ros. Крупа) – wieś na Białorusi, w obwodzie brzeskim, w rejonie prużańskim, w sielsowiecie Zieleniewicze.
Dawniej wieś i chutor. W dwudziestoleciu międzywojennym leżała w Polsce, w województwie białostockim, w powiecie wołkowyskim.